# Ramsau (Basse-Autriche)
Pour les articles homonymes, voir Ramsau.
Ramsau est une commune autrichienne du district de Lilienfeld en Basse-Autriche.